# Carl Struve
Carl Struve, född 12 april 1887 i Fredrikshald (nuvarande Halden, död 26 november 1974 i Oslo, var en norsk skådespelare och sångare (tenor).
Struve verkade som sångare vid Nationaltheatret 1908–1919 och sjöng huvudrollen i bland annat Carmen, Mignon, Madame Butterfly och Hoffmans äventyr. Åren 1921–1928 var han engagerad vid olika teatrar i Stockholm, Finland och Storbritannien. Mellan 1935 och 1959 var han engagerad som skådespelare vid Centralteatret. Han gjorde sig bemärkt i rollen som Canio i Bajazzo och bland övriga roller kan nämnas Doolittle i Pygmalion och Ulrik Brendel i Rosmersholm.
Vid sidan av teatern verkade Struve som birollsskådespelare på film. Han debuterade 1936 i Leif Sindings Morderen uten ansikt och medverkade i sammanlagt 12 filmer 1936–1961.

## Filmografi
- 1936 – Morderen uten ansikt
- 1940 – Tørres Snørtevold
- 1941 – Hansen og Hansen
- 1942 – Herre med mustasch
- 1943 – Den nye lægen
- 1945 – Det var en gång...
- 1946 – To liv
- 1948 – Trollforsen
- 1950 – Min fru är oskyldig
- 1951 – Kranes konditori
- 1954 – I moralens navn
- 1961 – Den store barnedåpen (TV-film)

## Teater

### Roller (urval)
- 1926 – Prins Paul i Hollandsflickan av Leo Stein, Béla Jenbach och Emmerich Kálmán, regi Oskar Textorius, Oscarsteatern[4]
- 1928 – Svalboet av Bruno Granichstaedten och Ernst Marischka, regi Oskar Textorius, Vasateatern[5]
- 1928 – Geza i Hennes excellens av Michael Krausz, Ernst Welisch och Rudolf Schanzer, regi Oskar Textorius, Vasateatern[6][7]

## Rollfoto

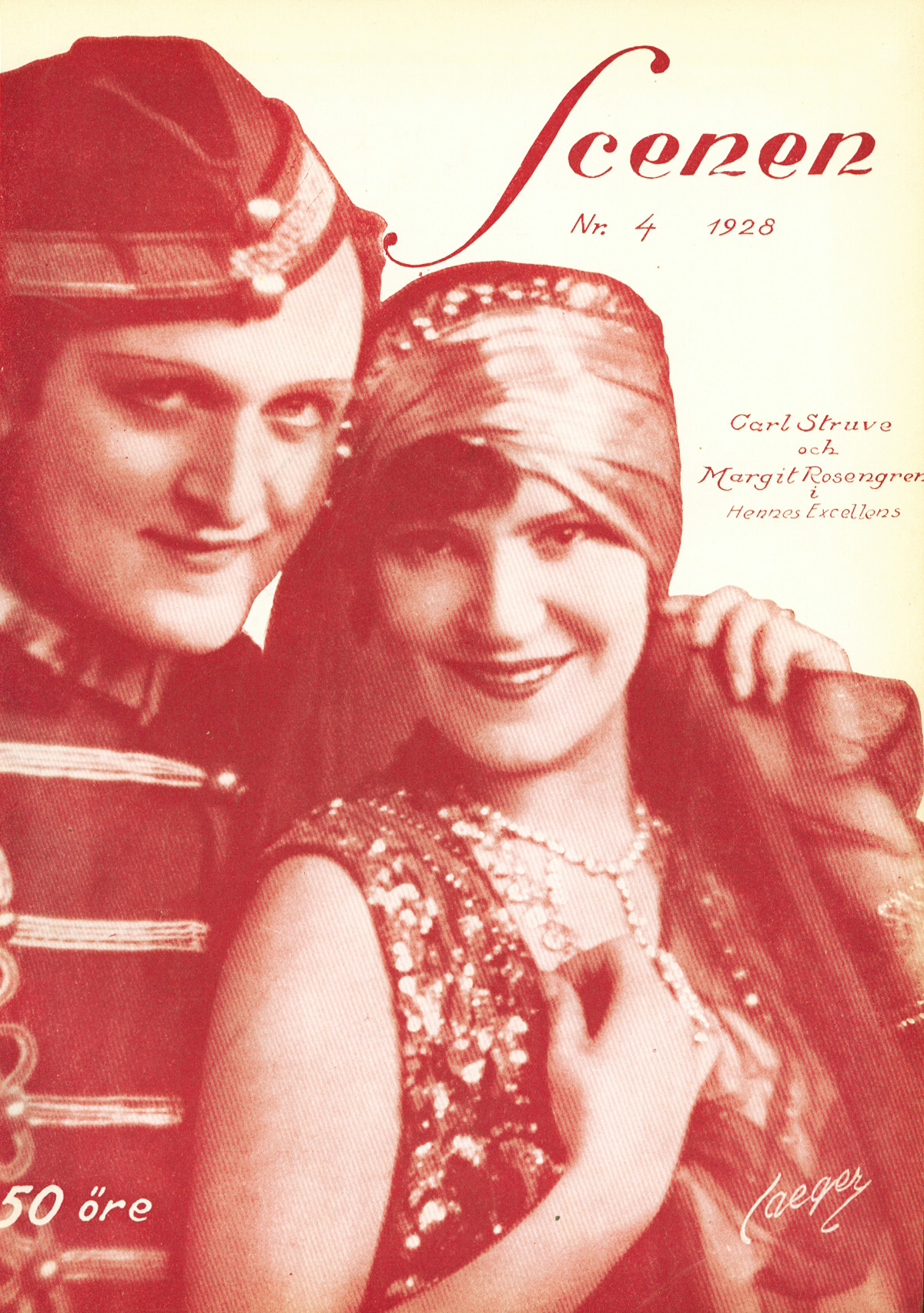
Tillsammans med Margit Rosengren i Hennes excellens  på Vasateatern. (Omslaget av Scenen 1928).